# Pelecanoides magellani
Pelecanoides magellani е вид птица от семейство Pelecanoididae.

## Разпространение
Видът е разпространен в Аржентина, Фолкландски острови и Чили.